# Die Tom und Jerry Show
Die Tom und Jerry Show (Originaltitel: The Tom and Jerry Show) war eine US-amerikanische Animationsserie, die von 2014 bis 2021 produziert wurde. Die Erstausstrahlung fand am 9. April 2014 auf dem Sender Cartoon Network statt. Die deutsche Erstausstrahlung war seit dem 3. November 2014 auf dem Sender Boomerang zu sehen.

## Handlung
Der Kampf der Katze Tom gegen Maus Jerry geht in eine weitere Runde. Jede Episode beinhaltet drei Geschichten, die von verschiedenen Abenteuern der beiden handelt. Sie können in ihrem alten Zuhause (Rick und Ginger), bei zwei Hexen (Beatie und Hildie), als Detektive, in der Großstadt, in einem Laboratorium (Dr. Bigby) oder in einer gruseligen Transsilvanien-Villa spielen.

## Produktion und Ausstrahlung
Die Serie wurde seit 2014 von Warner Bros. Animation und Renegade Animation in den Vereinigten Staaten produziert. Sie ist die insgesamt fünfte Fernsehadaption der ursprünglichen Kino-Kurzfilmreihe, die von 1940 bis 1967 produziert wurden. Die Erstausstrahlung in den USA fand am 9. April 2014 auf dem Sender Cartoon Network statt. Nach den ersten vier Episoden der zweiten Staffel machte die Serie zunächst eine eineinhalbjährige Pause und wechselte im Anschluss zum Video-on-Demand-Dienst des Senders Boomerang, wo seit dem 21. September 2017 die weiteren neuen Episoden veröffentlicht werden.
In Deutschland wird die Serie seit dem 3. November 2014 auf dem deutschen Ableger Boomerangs und seit dem 22. Februar 2016 im Free-TV bei Super RTL gezeigt.

## Übersicht
| Staffel | Episodenanzahl | Erstveröffentlichung USA | Erstveröffentlichung USA | Deutschsprachige Erstausstrahlung | Deutschsprachige Erstausstrahlung |
| Staffel | Episodenanzahl | Staffelpremiere          | Staffelfinale            | Staffelpremiere                   | Staffelfinale                     |
| ------- | -------------- | ------------------------ | ------------------------ | --------------------------------- | --------------------------------- |
| 1       | 26             | 01.03.2014               | 04.08.2014               | 03.11.2014                        | 10.04.2015                        |
| 2       | 25             | 06.02.2016               | -                        | 24.10.2016                        | 13.04.2017                        |
| 3       | 25             | -                        | -                        | 16.10.2017                        | 30.09.2018                        |
| 4       | 25             | 31.12.2019               | -                        | 15.04.2019                        | 23.05.2020                        |
| 5       | 12             | -                        | -                        | 01.03.2021                        | 13.03.2021                        |